# Блинов, Олег Владимирович
Олег Владимирович Блинов (род. 17 августа 1978 года) — российский космонавт-испытатель. Опыта космических полётов не имеет. Начальник лаборатории по созданию комплексных тренажёров перспективных транспортных кораблей Центра подготовки космонавтов имени Ю. А. Гагарина. Участник 240-суточного эксперимента «SIRIUS-20/21» по имитации полёта к условной планете.

## Биография

### Ранние годы, учеба, работа
Родился 17 августа 1978 года в деревне Татары Кирово-Чепецкого района Кировской области. Учился в Радужнинской средней школе №74 г. Кирова с 1985 по 1993 года. После окончания в Кирове профтехучилища № 5 поступил в Кировское военное авиационное техническое училище, которое окончил в 1998 году с отличием по специальности «Техническая эксплуатация летательных аппаратов и двигателей». С 1998 по 2002 год служил бортовым техником вертолёта Ми-8 в эскадрилье в ЗАТО Первомайский Кировской области и параллельно учился в Вятской государственной сельскохозяйственной академии, которую окончил в 2001 году по специализации «Механизация сельского хозяйства», инженер-механик. 
С 2002 года работал ведущим инженером по операциям внекорабельной деятельности (ВКД) и шлюзованию при ВКД в ЦПК имени Ю. А. Гагарина. Инструктор на тренажёре «Выход-2», на котором космонавты в скафандрах «Орлан» отрабатывают процедуру шлюзования и нештатные ситуации при выходе. Сопровождал реальные выходы из российского сегмента МКС в ЦУПе. В 2014 году окончил Московский авиационный институт по направлению «Связи с общественностью в авиационной сфере» и получил степень магистра авиастроения. С 2020 года обучается в аспирантуре в Московском авиационном институте по направлению "Проектирование, конструкция и производство летательных аппаратов" по настоящее время.

### Космическая подготовка
Подавал заявление на зачисление в отряд космонавтов набора 2006 и набора 2010 годов, но получил отказ по медицинским показаниям.
В 2012 году принял участие в 1-м открытом наборе в отряд космонавтов Роскосмоса. 7 июня 2012 года был признан Главной медицинской комиссии (ГМК) годным по состоянию здоровья для зачисления в качестве кандидата в космонавты. 8 октября 2012 года решением Межведомственной комиссии был допущен к прохождению общекосмической подготовки. 26 октября 2012 года принят на работу в ЦПК и вошёл в состав отряда космонавтов Роскосмоса.
16 июня 2014 года, после завершения курса общекосмической подготовки и успешной сдачи Государственного экзамена, решением Межведомственной квалификационной комиссии ему была присвоена квалификация «космонавт-испытатель». 15 июля 2014 года переведён на должность космонавта-испытателя.
В 2014—2016 годах участвовал в различных тренировках отряда космонавтов, как индивидуальных так и в составе условного экипажа. В начале мая 2016 года подал заявление об уходе из отряда космонавтов по собственному желанию. 20 июня 2016 года, после перевода на должность начальника тренажёра «Выход-2» 3-го управления ЦПК, покинул отряд космонавтов.
Затем работал начальником отделения по созданию комплексных тренажеров перспективных транспортных кораблей НИИ Центра подготовки космонавтов.
С 2022 года назначен на должность начальника лаборатории по созданию комплексных тренажеров перспективных транспортных кораблей ФГБУ "НИИ ЦПК имени Ю.А. Гагарина".

### Участие в научных экспериментах
В декабре 2020 года был утверждён в качестве кандидата для участия в 8-месячном эксперименте «SIRIUS-20/21» по имитации полёта к условной планете. В связи с неблагоприятной эпидемиологической обстановкой (пандемия COVID-19) запуск эксперимента был отложен на осень 2021 года. 7 апреля 2021 года Блинов был назначен командиром экипажа 240-суточного эксперимента, который стартовал 4 ноября 2021 года и завершился 3 июля 2022 года.

## Семья
Женат, вместе с супругой Екатериной воспитывает двоих детей: Григория и Георгия.
Увлекается скафандромоделированием, путешествиями на машине.